# بيت بن معاضة (يهر)

تعديل مصدري - تعديل

بيت بن معاضة هي إحدى قرى عزلة يهر بمديرية يهر التابعة لمحافظة لحج، بلغ تعداد سكانها 393 نسمة حسب تعداد اليمن لعام 2004.